# Glomeris hispanica
Glomeris hispanica är en mångfotingart som beskrevs av Carl Ludwig Koch 1847. Glomeris hispanica ingår i släktet Glomeris och familjen klotdubbelfotingar. Inga underarter finns listade i Catalogue of Life.